# Konung Haakons mottagning i Kristiania
Konung Haakons mottagning i Kristiania är en svensk svartvit stumfilm från 1905.
Filmen skildrar Norges dåvarande kung Håkon VII:s ankomst till Kristiania (nuvarande Oslo) den 25 november 1905 med anledning av att han var landets första regent efter unionsupplösningen. Han möttes av stora skaror firande människor och fortsatte sitt kröningståg genom landet.
Charles Magnusson agerade fotograf under inspelningen och N.E. Sterner var producent. Filmen premiärvisades den 29 november 1905 i Göteborg.